# Syncplicity
Syncplicity — облачное хранилище данных и сервис для синхронизации данных в кроссплатформенных средах. Основан в 2008 году с целью помочь пользователям в сохранении и синхронизации данных.

## Описание
В программный комплекс входит доступ к синхронизируемым ресурсам через веб-браузер и кроссплатформенное приложение. Конкурентом Syncplicity является сервис Live Mesh от компании Microsoft, запущенный 21 апреля 2008 года.
Syncplicity предоставляет 10 Гб бесплатного дискового пространства на сервере. Также нет необходимости постоянно держать включенными оба компьютера, синхронизация происходит после включения.

### Поддерживаемые типы файлов
- Microsoft Word Document (.doc)
- Microsoft Excel Spreadsheet (.xls)
- Microsoft PowerPoint Presentation (.ppt)
- Microsoft PowerPoint Slideshow (.pps)
- Mail Message (.msg)
- Pages Document .(pages)
- Rich Text Format (.rtf)
- Plain Text File (.txt)
- WordPerfect Document (.wpd)
- Microsoft Works Word Processor Document (.wps)
- Bitmap (.bmp)
- Graphics Interchange Format (.gif)
- JPEG File (.jpg)
- Portable Network Graphics (.png)
- Photoshop (.psd)
- Microsoft Outlook Personal Storage Table (.pst)

Форматы .url, .m4p, .m4a не поддерживаются в связи с тем, что эти файлы могут быть использованы сразу несколькими приложениями.

## Критика
Украинский журнал hi-Tech Pro, отметил хорошую функциональность и легкую настройку, но при этом указал на ограничение бесплатной версии в синхронизацию только двух компьютеров.
В сравнительном тестировании 24 бесплатных онлайн-хранилищ, проводимом журналом CHIP в 2012 году, Syncplicity занял 19 место, получив оценку «посредственно».